# 第1次ロッキンガム侯爵内閣
第1次ロッキンガム侯爵内閣（だいいちじロッキンガムこうしゃくないかく、英語: First Rockingham ministry）は1765年から1766年まで続いた、ロッキンガム侯爵を首相とするイギリスの内閣。内閣は主にロッキンガム侯爵の支持者であるロッキンガム派で構成され、最も影響力の大きい閣僚は王璽尚書を務める元首相ニューカッスル公爵だった。閣僚のほぼ全員がジョッキークラブの会員であり、ロッキンガム侯爵自身も主要なパトロンの1人だった。しかし、ロッキンガム侯爵は外交については無知であり、ヨーロッパにおけるイギリスの孤立を食い止めることができなかった。
第1次ロッキンガム侯爵内閣は1766年に倒れ、大ピット（後のチャタム伯爵）を首相とするチャタム伯爵内閣が成立した。1782年にもロッキンガム侯爵を首相とする内閣が成立したため、1765年から1766年まで続いたこの内閣は第1次ロッキンガム侯爵内閣と呼ばれた。

## 内閣
| 役職                      | 肖像 | 名前                           | 在任                          | 所属政党   |
| ------------------------- | ---- | ------------------------------ | ----------------------------- | ---------- |
| 第一大蔵卿 貴族院院内総務 |      | ロッキンガム侯爵               | 1765年7月13日 - 1766年7月30日 | ホイッグ党 |
| 大法官                    |      | ノーティントン伯爵             | 1761年1月16日 - 1766年7月30日 | ホイッグ党 |
| 枢密院議長                |      | ウィンチルシー伯爵             | 1765年7月12日 - 1766年7月30日 | ホイッグ党 |
| 王璽尚書                  |      | ニューカッスル公爵             | 1765年 - 1766年               | ホイッグ党 |
| 財務大臣                  |      | ウィリアム・ダウズウェル       | 1765年7月16日 - 1766年8月2日  | ホイッグ党 |
| 北部担当国務大臣          |      | グラフトン公爵                 | 1765年7月12日 - 1766年5月14日 | ホイッグ党 |
| 北部担当国務大臣          |      | ヘンリー・シーモア・コンウェイ | 1766年5月23日 - 1768年1月20日 | ホイッグ党 |
| 南部担当国務大臣          |      | ヘンリー・シーモア・コンウェイ | 1765年7月12日 - 1766年5月23日 | ホイッグ党 |
| 南部担当国務大臣          |      | リッチモンド公爵               | 1766年5月23日 - 1766年7月29日 | ホイッグ党 |
| 庶民院院内総務            |      | ヘンリー・シーモア・コンウェイ | 1765年7月 - 1768年10月20日    | ホイッグ党 |
| 海軍大臣                  |      | エグモント伯爵                 | 1763年 - 1766年               | ホイッグ党 |
| 補給庁長官                |      | グランビー侯爵                 | 1763年 - 1770年               | 無所属     |
| 無任所大臣                |      | カンバーランド公爵殿下         | 1765年                        | 無所属     |

### 内閣改造
- 1765年10月：無任所大臣カンバーランド公爵が死去した。
- 1766年5月：北部担当国務大臣グラフトン公爵が辞任した。南部担当国務大臣ヘンリー・シーモア・コンウェイが北部担当国務大臣に転じ、リッチモンド公爵が南部担当国務大臣に任命された。

## 閣外大臣
- 宮内長官（英語版） - ポートランド公爵